# Lille MHC
| Europapokalbilanz Herren Feld |                       |        |       |                |
| Jahr                          | Wettbewerb            | Niveau | Platz | Ort            |
| 1969                          | Club Champions Cup    | 1      | 8     | Brüssel        |
| 1985                          | Club Champions Cup    | 1      | 8     | Frankenthal    |
| 1991                          | Cup Winners Cup       | 1      | 6     | Terrassa       |
| 1992                          | Cup Winners Trophy    | 2      | 2     | Lille          |
| 1993                          | Cup Winners Trophy    | 2      | 2     | Lille          |
| 1998                          | Club Champions Cup    | 1      | 4     | Terrassa       |
| 1999                          | Cup Winners Cup       | 1      | 5     | Amsterdam      |
| 2000                          | Club Champions Cup    | 1      | 5     | Cannock        |
| 2001                          | Club Champions Cup    | 1      | 7     | Bloemendaal    |
| 2002                          | Club Champions Trophy | 2      | 1     | Wettingen      |
| 2004                          | Club Champions Trophy | 2      | 3     | Prag           |
| 2005                          | Cup Winners Cup       | 1      | 5     | Lille          |
| 2009                          | Euro Hockey League    | 1      | VR 24 | Lille          |
| 2012                          | Club Trophy           | 2      | 1     | Lille          |
| 2013                          | Euro Hockey League    | 1      | VR 24 | East Grinstead |
| 2014                          | Euro Hockey League    | 1      | VR 24 | Lille          |

Der Lille Métropole Hockey Club ist einer der erfolgreichsten französischen Hockey-Vereine, dessen Anlage mit zwei Kunstrasenplätzen in Lambersart am Canal de la Deûle gegenüber der Festung von Lille gelegen ist. Der in Blau-Rot spielende Club wurde von Mitgliedern der Hockeyabteilung von Olympique Lille 1924 als Lille Hockey Club gegründet. 2000 erfolgte die Umbenennung zum heutigen Namen. Das Herren-Team schied in der Euro Hockey League 2008/2009 nach Niederlagen gegen den Titelverteidiger Uhlenhorster HC und Real Club de Polo de Barcelona bereits in der Vorrunde aus.

## Erfolge
- EuroHockey Club Champions Trophy: 2002
- EuroHockey Club Trophy: 2012
- Französischer Feldhockey-Meister der Herren: (14) 1925, 1927, 1928, 1936, 1947, 1964, 1965, 1966, 1984, 1997, 1999, 2000, 2001, 2003
- Französischer Feldhockey-Meister der Damen: (4) 2001, 2002, 2004, 2007